# Syconor (együttes)
A Syconor  magyar beatzenei együttes, amely kisebb-nagyobb szünetektől és átalakulásoktól eltekintve 1962 óta működik. Működésük első és leginkább meghatározó periódusa az alakulástól 1967-ig tartott, de még 2019-ben is vállalnak fellépéseket. Jellemzően a beatkorszak külföldi együtteseinek slágereit játszották, bár később saját számaik is születtek. Alapítói közt volt a később a Hungária együttes vezetőjeként ismertté vált Fenyő Miklós, valamint a Syrius, majd az LGT gitárosaként nevet szerzett Barta Tamás. 1969 után többször újjáalakultak, jellemzően klubzenekarként zenélnek.

## Története

### Alapítás: 1962
A Syconor együttes a Budapest belvárosában fekvő Szent István parkba lejáró, környékbeli középiskolás fiúkból álló baráti körből alakult 1962-ben. Alapító tagok: Hámor (1990-től Hauer – visszavette családja eredeti nevét) Rezső, Fenyő Miklós, Barta Tamás, Nemes László, Deutsch Öcsi, Sipos Péter, Neményi Tibor. A baráti körhöz tartozott Dolly is, bár ekkor az együttesben nem vett részt, évekkel később viszont a Hungáriához csatlakozott.

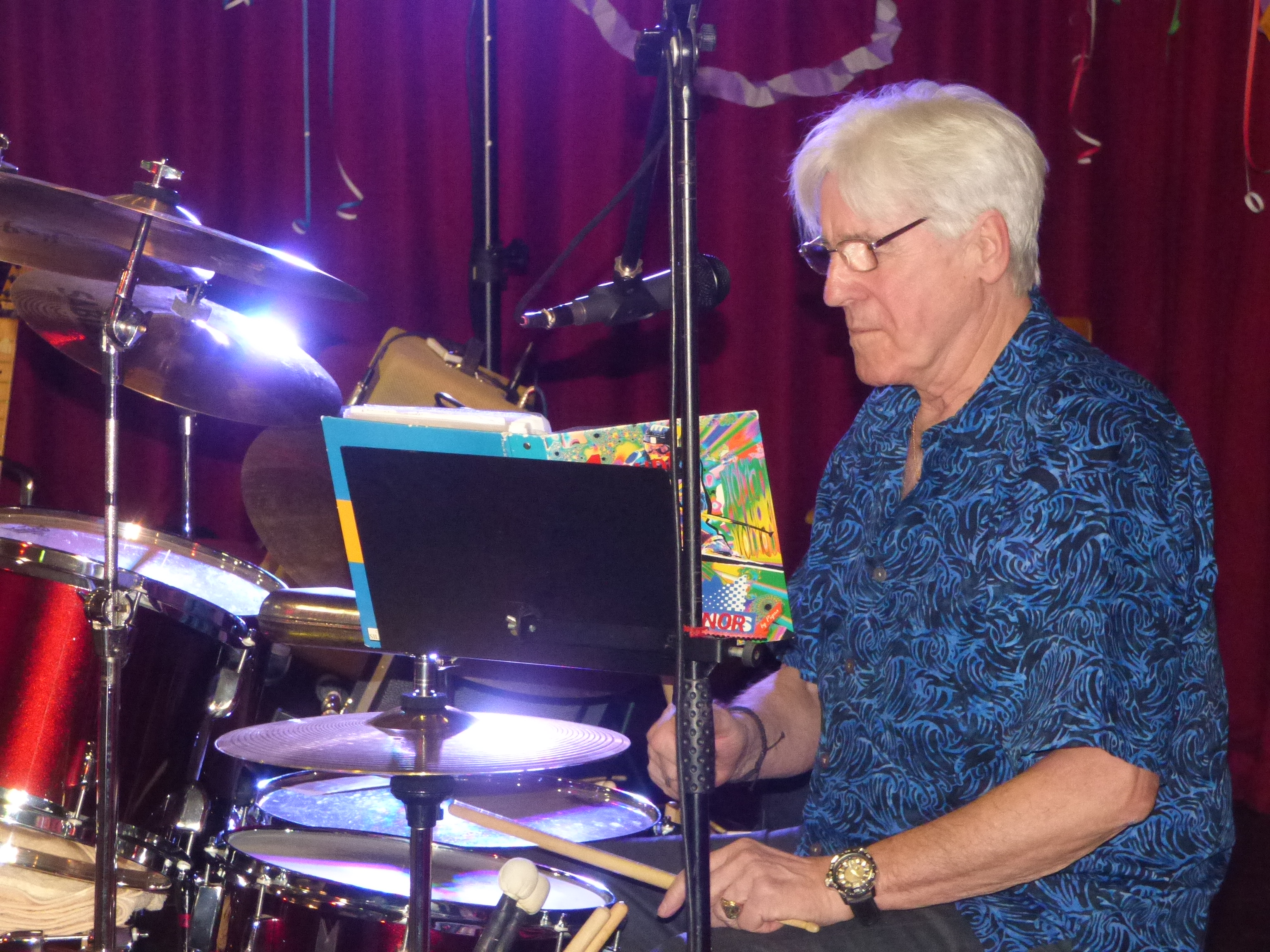
Hauer Rezső a Syconor együttes dobosaként 2019-ben

A kezdeteket lelkes, amatőr próbálkozás jellemezte. Az együttes megalakulását visszaemlékezése szerint Hauer „Rudi” kezdeményezte: „Szolfézsen átszóltam Mikinek, hogy csináljunk zenekart. Ez 1962-ben történt, mindannyian nagyon fiatalok voltunk, 14-15 évesek.” A zenekar szervező vezetője Hauer, zenei vezetője Fenyő lett, aki Amerikában töltött gyermekkori éveiből tengerentúli zenei világot, rock and roll érzést hozott.
A Syconor elsősorban külföldi zenekarok dalait játszotta, többek között Beatles, Rolling Stones, Them, Yardbirds számokat. „Elkezdtünk Beatles dalokat tanulni. Fenyő Miki kíméletlenül, hangról-hangra belénk verte őket.” A repertoárt a Luxemburg rádióban hallott aktuális slágerekkel bővítették. Bekapcsolódtak a budapesti beatzenei és klubéletbe olyan zenekarokkal játszottak együtt, mint az Illés, Atlantis, Liversing, Scampolo. Jelentős rajongótáboruk alakult ki.

### Névválasztás
Az együttes neve a Syncom amerikai műhold nevének félrehallott átvételéből eredt. A névadási folyamat a tagok szokásos találkozóhelyén, a Szent István parkban, egy padon ülve indult, Fenyő, Deutsch, Hámor és egy további barát társaságában. Fenyő javasolta, hogy a nemrégiben fellőtt, hallomásból ismert amerikai műholdról nevezzék el az együttest. Mivel nem tudták a műhold nevét, érdeklődni kezdtek ismerősöknél, akik Syconor nevet mondtak nekik, de a tévedésre már csak jóval később jöttek rá.

### Első feloszlás: 1967
Több, menet közbeni tagcsere után az együttes azután szűnt meg, hogy Bartát, majd Hámort is behívták katonának. A zenekar 2 hónapon belül feloszlott. Hámor elmondása szerint ebben szerepet játszott, hogy a zenekarban ő volt a fő közösségi összetartó, aki a feszültségeket tompította.

### Újjáalakulás: 1969-1972
Hámor a katonai szolgálat letöltése után új tagokkal továbbvitte a Syconor nevet, és a korábbihoz hasonló, külföldi számokból álló repertoárt. Bár a korszak zenei életére már nem gyakoroltak meghatározó befolyást, aktívan részt vettek a hazai könnyűzenei klubéletben, Budapesten 3 klubban léptek fel rendszeresen és országszerte gyakran játszottak más klubokban is. Volt közös koncertjük az Omegával és Scampolóval. A felállás ebben az időszakban: Halász Tibor (ritmusgitár, ének), Hámor Rezső (dob, ének), Zwolenszky Ferenc, „Marió” (ének, szaxofon), Kovacsics András (szólógitár, vokál), Váradi Béla (basszusgitár, ének) és Kapitány Gábor (billentyűk, vokál) volt.
Halász az első évben távozott. 1970-től saját számokat is írtak, mint a Maradj még kicsit velem és a Volt egy álmom (Kovacsics/Halmágyi Sándor). 1972-ben három tag (Kapitány, Kovacsics, Zwolenszky) kivált, és két további zenészt bevonva megalakította az Universal zenekart.

### 1972-től máig

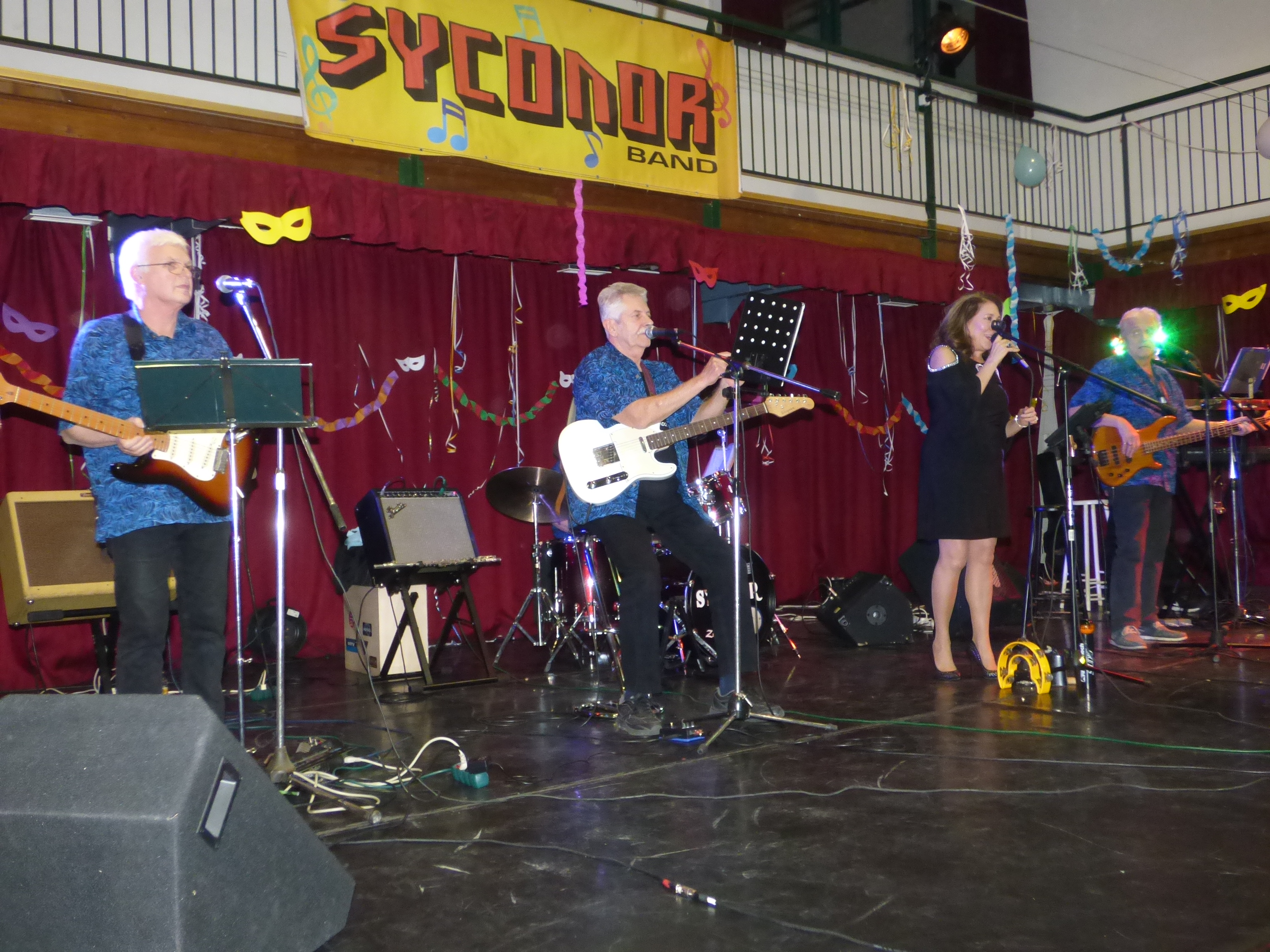
A Syconor együttes egy 2019-es koncerten

A Syconor nevet Hámor és Váradi továbbvitte, új formációt alakítva a 80-as években Magyarországon, 1980-90 között külföldön léptek fel. 2015-ben a régi tagok közül számosan összeállva felléptek retró táncklubokban.